# Юстус і Пастор
Ю́стус і Па́стор (лат. Justus, Pastor, ? — 304, Алькала-де-Енарес, Іспанія) — святі римсько-католицької церкви, мученики.

## Агіографія
Юстуса і Пастора вшановують у католицькій церкві як ранньохристиянських мучеників і вважають покровителями міст Алькала-де-Енарес та Мадрид. Під час гонінь християн за правління римського імператора Діоклетіана Юстус мав 13 років, а Пастор — 9 років. Їх катовано за сповідання християнства і обезголовлено в місті Алькала-де-Енарес. Про їхнє мучеництво написав римський поет Пруденцій. Мощі святих Юстуса та Пастора виявлено у VIII столітті, доставлено до собору міста Алькала-де-Енарес та поховано у вівтарі кафедрального собору, де вони перебувають донині та доступні для вшанування.
Про широке вшанування святих Юстуса та Пастора в середньовічній Європі свідчать кафедральний собор у місті Нарбонн (Франція), церква у Барселоні (Іспанія), освячені на їхню честь.
День пам'яті в католицькій церкві — 6 серпня.

## Культура
Юстус і Пастор стали відомими завдяки згадці їхніх імен у фільмі «Інші» режисера Алехандро Аменабара.

## Джерело
- Bénédictins de Ramsgate, Dix mille saints, dictionnaire hagiographique, Brepols, 1991.
- R. Aymard, Les Pyrénées au miroir de leur toponymie, T. III, Pyrénées sacrées, Uzos, R. Aymard, 1997